# Horyzonty Nowoczesności
Horyzonty Nowoczesności – seria wydawnicza wydawana od 1997 przez Towarzystwo Autorów i Wydawców Prac Naukowych „Universitas”.

## Tomy wydane
1. Nietzsche. Filozofia interpretacji (Michał Paweł Markowski)
2. Ironiczny konceptyzm. Nowoczesna polska poezja metafizyczna w kontekście anglosaskiego modernizmu (Arent van Nieukerken)
3. Ukraiński modernizm. Próba periodyzacji procesu historycznoliterackiego (Agnieszka Korniejenko)
4. Odkrywanie modernizmu (Ryszard Nycz)
5. Jarosław Iwaszkiewicz. Pogranicza nowoczesności (German Ritz)
6. Poetyka pisarstwa historycznego (Hayden White)
7. Inna nowoczesność. Pytania o współczesną formułę duchowości  (Agata Bielik-Robson)
8. Trubadurzy imperium. Literatura rosyjska i kolonializm (Ewa Thompson)
9. Filozoficzny dyskurs nowoczesności (Jürgen Habermas)
10. Autobiograficzny trójkąt (świadectwo, wyznanie i wyzwanie) (Małgorzata Czermińska)
11. Po wieży Babel (George Steiner)
12. Urwane ścieżki. Przybyszewski – Freud – Lacan (Paweł Dybel)
13. Między teoriami a fikcją literacką (Anna Łebkowska)
14. Dekonstrukcja przeciw postmodernizmowi. Teoria krytyczna i prawo rozumu (Christopher Norris)
15. Dekonstrukcja i interpretacja (Anna Burzyńska)
16. Wariacje na temat pewnego paktu. O autobiografii  (Philippe Lejeune)
17. Mgławice dyskursu. Podmiot, tekst, interpretacja (Wojciech Kalaga)
18. Nowoczesna eseistyka filozoficzna w piśmiennictwie polskim pierwszej połowy XX wieku (Andrzej Zawadzki)
19. Lęk przed wpływem. Teoria poezji (Harold Bloom)
20. Reguły sztuki. Geneza i struktura pola literackiego (Pierre Bourdieu)
21. Literatura jako trop rzeczywistości. Poetyka epifanii w nowoczesnej literaturze polskiej (Ryszard Nycz)
22. Teorie mimesis. Repetycja (Arne Lemberg)
23. Interpretacja, retoryka, polityka. Eseje wybrane (Stanley Fish, red. Andrzej Szahaj)
24. Marzenie senne, fantazja i sztuka (Hanna Regal)
25. Przestrzeń i rzecz (Władimir Toporow, Bogusław Żyłko)
26. Narracja, tożsamość i czas (Katarzyna Rosner)
27. Modernizowanie miasta. Zarys problematyki urbanistycznej w nowoczesnej literaturze polskiej (Elżbieta Rybicka)
28. Między retoryką a retorycznością (Michał Rusinek)
29. Kobieta, ciało, tożsamość. Teorie podmiotu w filozofii feministycznej końca XX wieku (Ewa Hyży)
30. Zastane światło. Antropologiczne refleksje na tematy filozoficzne (Clifford Geertz)
31. Metafizyczne rozważania o czasie. Idea czasu w filozofii i literaturze (Hanna Buczyńska-Garewicz)
32. Kultura, tekst, ideologia. Dyskursy współczesnej amerykanistyki (Agata Preis-Smith)
33. Duch powierzchni. Rewizja romantyczna i filozofia (Agata Bielik-Robson)
34. Nowoczesność bez granic. Kulturowe wymiary globalizacji (Arjun Appadurai)
35. Alegorie czytania. Język figuralny u Rousseau, Nietzschego, Rilkego i Prousta (Paul de Man)
36. E pluribus unum? Dylematy wielokulturowości i politycznej poprawności (Andrzej Szahaj)
37. Fantazmat zróżnicowany. Socjologiczne studium przemian tożsamości gejów (Jacek Kochanowski)
38. Dylematy wielokulturowości (Wojciech Kalaga)
39. Narracja, reprezentacja, doświadczenie. Studia z teorii historiografii (Frank Ankersmit)
40. Granice rozumienia i interpretacji. O hermeneutyce Hansa-Georga Gadamera (Paweł Dybel)
41. Post-polis. Wstęp do filozofii ponowoczesnego miasta (Ewa Rewers)
42. Muzeum sztuki. Antologia (red. Maria Popczyk)
43. Kryzys czy trwanie powieści. Studia literaturoznawcze (Kazimierz Bartoszyński)
44. Kultura edukacji (Jerome Bruner)
45. Kategorie antropologiczne i tożsamość narracyjna. Szkice z pogranicza neurosemiotyki i historii kultury (Jan Kordys)
46. Nowoczesny esej. Studium historycznej świadomości gatunku (Roma Sendyka)
47. Koniec nowoczesności (Gianni Vattimo)
48. Gilles Deleuze. Struktury – maszyny – kreacje (Michał Herer)
49. Miejsca, strony, okolice. Przyczynek do fenomenologii przestrzeni (Hanna Buczyńska-Garewicz)
50. Kulturowa teoria literatury. Główne pojęcia i problemy (red. Michał Paweł Markowski, Ryszard Nycz)
51. Wszystko, co stałe, rozpływa się w powietrzu (Marshall Berman)
52. Anty-teoria literatury (Anna Burzyńska)
53. Poetyka kulturowa. Pisma wybrane (Stephen Greenblatt)
54. Pamięć, historia, zapomnienie (Paul Ricœur)
55. Konstruktywizm w badaniach literackich. Antologia (red. Erazm Kuźma, Andrzej Skrendo, Jerzy Madejski)
56. Fotografia. Między dokumentem a sztuką współczesną (Andre Rouille)
57. Autentyczność i nowoczesność: idea autentyczności od Rousseau do Freuda (Michał Warchala)
58. Zagadka „drugiej płci”. Spory wokół różnicy seksualnej w psychoanalizie i feminizmie (Paweł Dybel)
59. Obraz, który nas zniewala. Współczesne ujęcia języka wobec esencjalizmu i problemu referencji (Ewa Bińczyk)
60. Jednostkowość literatury (Derek Attridge)
61. Estetyka fotografii. Strata i zysk  (François Soulages)
62. Antropologia obrazu. Szkice do nauki o obrazie (Hans Betting)
63. Czarne słońce. Depresja i melancholia (Julija Krystewa)
64. Literaturoznawcze dyskursy możliwe. Studia z dziejów nowoczesnej teorii literatury w Europie Środkowowschodniej (Danuta Ulicka)
65. Muzyka w literaturze. Perspektywy komparatystyki interdyscyplinarnej (Andrzej Hejmej, red. Ryszard Nycz)
66. Apetyt turysty. O doświadczaniu świata w podróży (Anna Wieczorkiewicz)
67. Modernizm artystyczny i powtórzenie. Próba reinterpretacji (Tomasz Załuski)
68. Obrazy mimo wszystko (Georges Didi Huberman)
69. Pieśni doświadczenia. Nowoczesne amerykańskie i europejskie wariacje na uniwersalny temat  (Martin Jay)
70. „Na pustyni”. Kryptoteologie późnej nowoczesności (Agata Bielik-Robson)
71. Poznanie, zbiorowość, polityka. Analiza teorii aktora-sieci Bruno Latoura (Krzysztof Abriszewski)
72. Splatając na nowo to, co społeczne. Wprowadzenie do teorii aktora-sieci (Bruno Latour)
73. Obrazy fotografii. Album metafor fotograficznych (Bernd Stiegler)
74. Proza historyczna (Hayden White, red. Ewa Domańska)
75. Rzeczy i zagłada (Bożena Shallcross)
76. Okruchy psychoanalizy. Teoria Freuda między hermeneutyką i postrstrukturalizmem (Paweł Dybel)
77. Literatura świadomości. Samuel Beckett – podmiot – negatywność (Jakub Momro)
78. Literatura głupcze! Laboratoria nowoczesnej kultury literackiej (Jarosław Płuciennik)
79. Literatura a myśl słaba (Andrzej Zawadzki)
80. Pamięć zbiorowa i kulturowa. Współczesna perspektywa niemiecka (red. Magdalena Saryusz-Wolska)
81. Historia w okresie przejściowym. Doświadczenie, tożsamość, teoria krytyczna (Dominick LaCapra, tłum. Katarzyna Bojarska)
82. Obraz płynny. Georges Didi-Huberman i dyskurs historii sztuki (Andrzej Leśniak)
83. Komparatystyka i interpretacja. Nowoczesne badania porównawcze wobec translatologii (Tomasz Bilczewski)
84. Miasto w sztuce – sztuka miasta (red. Ewa Rewers)
85. Powrót Realnego. Awangarda u schyłku XX wieku (Hal Foster, tłum. Mateusz Borowski, Małgorzata Sugiera)
86. Człowiek wobec losu (Hanna Buczyńska-Garewicz)
87. Lęk nowoczesny. Eseje o demokracji i jej adwersarzach (Leszek Koczanowicz)
88. Melancholijne spojrzenie (Piotr Śniedziewski)
89. Fantomowe ciało króla. Peryferyjne zmagania z nowoczesną formą (Jan Sowa)
90. Myśl i zdarzenie. Pojęcie zdarzenia historycznego w historiografii francuskiej XX wieku (Tomasz Falkowski)
91. Wieża Babel. Nowoczesny projekt porządkowania świata i jego dekonstrukcja (Patrycja Cembrzyńska)
92. Kulturowa teoria literatury 2. Poetyki, problematyki, interpretacje (red. Teresa Walas, Ryszard Nycz)
93. Oblicza hermeneutyki (Paweł Dybel)
94. Erros. Mesjański witalizm i filozofia (Agata Bielik-Robson)
95. Sprawiedliwość na końcu języka. Czytanie Waltera Benjamina (Adam Lipszyc)
96. „A propos inferna”. Tradycje wynalezione i dyskursy nieczyste w kulturach modernizmu skandynawskiego (Jan Balbierz)
97. Odzyskać doświadczenie. Sporny temat humanistyki współczesnej (Dorota Wolska)
98. Polityka wrażliwości. Wprowadzenie do humanistyki (Michał Paweł Markowski)
99. Kamp. Antologia przekładów (red. Przemysław Czapliński, Anna Mizerka)
100. Literatura w teorii (Jonathan Culler, tłum. Maciej Maryl)
101. Dekonstrukcja, polityka i performatyka (Anna Burzyńska)
102. Neopragmatyzm Roberta R. Brandoma (Tomasz Zarębski)
103. Seksualny kapitał. Wyobrażone wspólnoty smaku i medialne tożsamości polskich gejów (Samuel Nowak)
104. O obrazach i widzeniu. Antologia tekstów (Gottfried Boehm, red. Daria Kołacka)
105. Typografie (Philippe Lacoue-Labarthe, red. Jabkub Momro, tłum. Jakub Momro, Andrzej Zawadzki)
106. Geopoetyka. Przestrzeń i miejsce we współczesnych teoriach i praktykach literackich (Elżbieta Rybicka)

Tomy  zapowiedziane:
- Lektury wsteczne. Rodowody myśli filozoficznej (Szymon Wróbel)
- O interpretacji (Andrzej Szahaj)
- Przeszłość praktyczna (Hayden White, tłum. Ewa Domańska)